# Zamak Kuressaare
Zamak Kuressaare (est.: Kuressaare linnus, njem.: Schloss Arensburg) zamak je u gradu Kuressaare na otoku Saaremaa na zapadu Estonije.

## Karakteristike i povijest
Izgradnja zamka usko je povezana s otporom poganskih stanovnika otoka Saaremaa
Livonskome bratstvu mača. Tako da je on tek 1227. kao posljednja estonska enklava potpao pod vlast Reda.
Potom je između 1228. - 1234. nastala mala feudalna kneževina na prostoru današnjega Okruga Lääne i Zapadnoestonskoga otočja - Biskupija Ösel-Wiek (Saare-Lääne) na površini od nekih 7600 km².
Sjedište biskupije 1265. bio je grad Haapsalu na kopnu.
Kao biskupska rezidencija na otoku Saaremi, zamak Kuressaare jedna je od najzanimljivijih i najbolje 
očuvanih fortifikacija u Estoniji. Za razliku od brojnih drugih estonskih srednjovjekovnih zamaka, Kuressaare je preživio Livonski rat (1558.-83.) i nastavio se razvijati pod novim vlasnicima.
Biskupski zamak podignut je tijekom 14. stoljeća u kasnogotičkome stilu.
To je trokatna građevina samostanskoga tipa podignuta u strogo četverokutnom tlocrtu, s moćnim sedmokatnim obrambenim tornjem na sjevernome uglu i vitkom šesterokatnom Stražarskom kulom na istočnome uglu.
Najkasnije početkom 17. stoljeća srednjovjekovni biskupski zamak s pomoćnim objektima postao je utvrda s bedemima i bastionima.
Povijest zamka Kuressaare može se podijeliti na najmanje četiri velika razdoblja, koji su nazvani po bivšim vlasnicima; Biskupsko razdoblje (prva polovica 14. stoljeće - 1559.), Dansko razdoblje (1559. - 1645.), Švedsko razdoblje (1645. - 1721.) i Rusko razdoblje (1721. - 1918.).
Gradnja najstarijega dijela utvrde, biskupskoga zamka, započela je u prvoj trećini 14. stoljeća, a dovršena je sa izgradnjom prvoga bedema krajem istog stoljeća. Od tog bedema sačuvan je samo podzemni dio, tako da je danas samo njegov južni ugao otkopan i izložen.
Kao druga rezidencija Biskupije Ösel-Wiek, zamak Kuressaarese je brzo dograđivan. Već sredinom 16. stoljeća cijeli je kompleks već bio okružen novim bedemom s najmanje jednim velikim i šest ugaonih tornjeva. Od tih tornjeva preživio je jedino Barutni toranj, koji je restauriran za Švedskoga razdoblja. Topovski toranj u sjevernome uglu je restauriran 1970-ih, a istočni i jugoistočni 
tornjevi otkopani su tek 2010. i restaurirani.
Posljednji biskup Johann von Münchhausen prodao je Zamak Kuressaare 1559. danskome kralju. U Danskome razdoblju dogodila se najveća promjena kad je srednjovjekovni zamak postao utvrda.
Izgrađeni su prvi bastioni okruženi glasijama i jarkom, od njih danas nema tragova.
Za Švedskoga razdoblja koji je počeo u kolovozu 1645. kad je otok Saaremaa pripao Švedskoj, utvrda Kuressaare dobila je oblik kojega danas poznajemo.
Najopsežniji građevinski radovi odvijali su se u posljednjoj četvrtini 17. stoljeća i trajali do Velikoga sjevernog rata. Izvedeni su pod vodstvom poznatoga vojnog inženjera Erika Dahlbergha, bastioni i bedemi su ojačani, podignuti ravelini i okruženi novim glasijama.
Utvrda je dobila stalni garnizon u kojem je u miru boravila posada od stotinjak ljudi, a u ratu i preko 1000.
Najviše oštećenja utvrda je doživjela za Velikoga sjevernog rata, iako se švedski garnizon zbog kuge, predao ruskoj vojsci bez otpora 8. rujna 1710. Rusi su iz predostrožnosti u travnju 1711. minirali zamak, raznijeli bastione, Topovski toranj i zapalili 
pomoćne zgrade. 
Utvrda je nakon toga desetljećma ostala u ruševinama, neke od prostorija služile su kao skladište za žito, sve do prve polovice19. stoljeća.
Radovi restauriranja započeli su tek 1788. i trajali su do kraja 18. stoljeća. Najveća promjena bila je izgradnja donjeg ugla sjevernoga bastiona i izgradnja novih garnizonskih zgrada.
Zbog izmijenjene političke situacije utvrda Kuressaare izgubila je na važnosti u prvoj polovici 19. stoljeća, pa je 1834. izbačena s popisa utvrda Ruskoga Carstva i nekoliko godina kasnije prodana Viteškome redu Saaremaa.
Tokom 20. stoljeće  utvrda je više puta restaurirana, te se počela koristiti u javne svrhe, primjerice u podrum su useljene banka i pismohrana, a od 1913. na katu je smješten muzej.
Danas se u njemu održavaju brojni sportski i kulturni događaji na otvorenome.
Od 1997. čitav kompleks utvrde vlasništvo je Muzeja Saaremaa, samo ravelini i glasije pripadaju gradu.
Zamak Kuressaare je kao kulturno dobro 2002. uvršten na popis kandidata za UNESCO-v 
Mjesta svjetske baštine u Europi.

## Galerija
- Most do zamka
- Glavna vrata
- Unutranje dvorište
- Stražarska kula
- Panorama zamka

## Vanjske poveznice
- History of the castle and fortress  Arhivirana inačica izvorne stranice od 29. kolovoza 2020. (Wayback Machine) (engl.)